# June (revista)
June (ジュネ?) fue una revista bimensual japonesa de género yaoi publicada por Magazine Magazine. Fundada en 1978, se le considera como una de las primeras revistas en centrarse únicamente en relaciones homosexuales masculinas; primero con base en el shōnen-ai y más adelante en el muy afamado yaoi. Su influencia fue tal, que incluso antes de la popularización del término «yaoi», el género mismo era conocido como june, un nombre derivado de la revista.
De 1982 a 2003, June fue publicada de forma bimensual junto a su revista hermana, Shōsetsu June, la cual había comenzado su serialización ese mismo año. El último número de la revista fue lanzando el 28 de diciembre de 2012, luego de treinta y tres años de haber estado en circulación. June se caracterizaba por publicar, principalmente, manuscritos con un pequeño honorario e historias que no estaban obligadas a incluir una "escena de amor".

## Historia
June tiene fama de ser la revista yaoi más longeva, que comenzó su publicación en 1978 como respuesta al éxito obtenido de las obras de manga sobre parejas homosexuales, escritas por artistas mujeres como Keiko Takemiya, Moto Hagio y Yumiko Ōshima. Otros factores que influyeron en la fundación de la revista fueron la creciente popularidad de las representaciones bishōnen en el mercado de los dōjinshi y músicos ambiguos como David Bowie y Queen. June originalmente estaba destinada a tener un perfil bajo y cultural; y la mayoría de sus artistas de manga eran nuevos en el mercado. Frederik L. Schodt, escritor y traductor de manga estadounidense, describe a June como «un tipo de revista de lectores, creada por y para los lectores». En los inicios de la revista, Keiko Takemiya se convirtió en la editora de una sección llamada "Manga School", que instruía a lectores y autores de manga amateurs. La revista dejó de operar en 1979, pero fue relanzada en 1981. La novelista Azusa Nakajima organizó un concurso en la revista para lectores llamado "Shosetsu dojo", el cual fue una plataforma importante para aspirantes a escritores.
La revista fue nombrada como el autor francés Jean Genet, siendo june un juego de palabras derivado de la pronunciación japonesa de su nombre. Digital Manga Publishing posee una imprenta de obras yaoi no relacionada con la revista que también se llama june. El nombre de la revista se convirtió en un término para lo que es ahora se conoce como yaoi, al publicar historias de romance entre hombres, denominadas en aquel entonces como tanbi (耽美), las cuales se centraban en la adoración de la belleza y el romance entre hombres adultos y jóvenes. En 1982, comenzó a publicarse Shōsetsu June, una revista hermana de June. Su contenido se componía de historias de romance masculino.
En 1991, Sandra Buckley señaló que June aumentó su cobertura acerca de la cultura gay en respuesta a sus lectores, dando crédito a la revista por "jugar un papel en la construcción de la identidad colectiva gay" en Japón. A mediados de los años 1990, Shōsetsu June superó a June. Para 1996, existían cuatro revistas derivadas de June; una en formato estándar o "grande" con fotografías de jóvenes, la Roman June, una recopilación de historias y manga dirigida a una audiencia mayor, Shōsetsu June y la revista original de manga, retitulada como Comic June, dirigida a un público en general. Para junio de 1998, la circulación de la revista era de aproximadamente de 40.000 ejemplares. Para 2002, el promedio de edad de sus lectores se expandió y el estilo de historias de la revista pasó a ser de "amor suave", ocasionalmente con toques pornográficos. El último número fue publicado el 28 de diciembre de 2012 (en la edición de febrero de 2013).
El 6 de abril de 2006, fue lanzada Koi June, revista que se extendió por siete números hasta el 19 de enero de 2009. Koi June incluía manga, texto y un DVD. Una revista hermana de una sola edición, DVD June, fue publicada el 9 de febrero de 2007. Ambas fueron posteriormente fusionadas usando el nombre de estos últimos, con el primer número publicado el 18 de junio de 2009.

## Obras destacadas
- Ai no Kusabi (Shōsetsu June)
- Fujimi Orchestra
- Kaze to Ki no Uta
- Uozumikun[5]
- Sensitive Pornograph (Comic June Piace)
- Great Place High School
- Steal Moon
- Fandom de yaoi